# Венессен

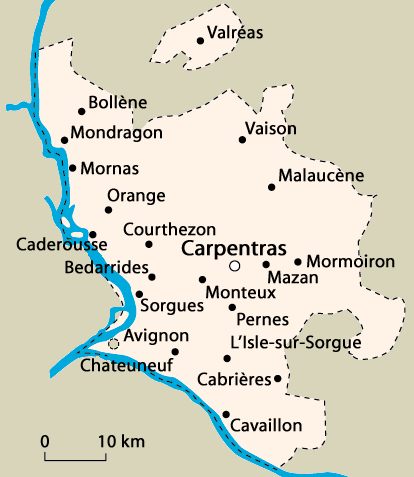
Карта графства Конта-Венессен

Венессен (Конта́-Венессе́н; фр. Comtat Venaissin) — средневековое графство и историческая область площадью 1,2 тыс. км² на юге Франции, к северу и востоку от Авиньона. На протяжении полутысячелетия (c XIII до конца XVIII вв.) принадлежало папам римским. Получило свое имя от селения Венаск, из которого администрация графства (включая епископа) в 1320 году переехала в более равнинный Карпантра. Ныне входит в департамент Воклюз. 

Герб Венессена обыгрывает папский герб

В Средние века Венессен входил в состав Франкского государства, затем — в составе королевства Арелат; с XII века принадлежало графам Тулузским. В состав графства никогда не входил город Авиньон, фактически расположенный на его территории. Также политическую самостоятельность сохраняло Оранское княжество (со столицей в городе Оранж).

В 1271 году Конта-Венессен был присоединён французским королём к своему домену, но уже три года спустя Филипп III вынужден был уступить его папе Григорию Х (см. Авиньонское пленение пап). В период папского владычества Конта-Венессен управлялось регентом, избравшим своей резиденцией Карпантра. Неоднократные попытки французских королей (1663, 1688, 1768) присоединить Конта-Венессен оставались тщетными. 

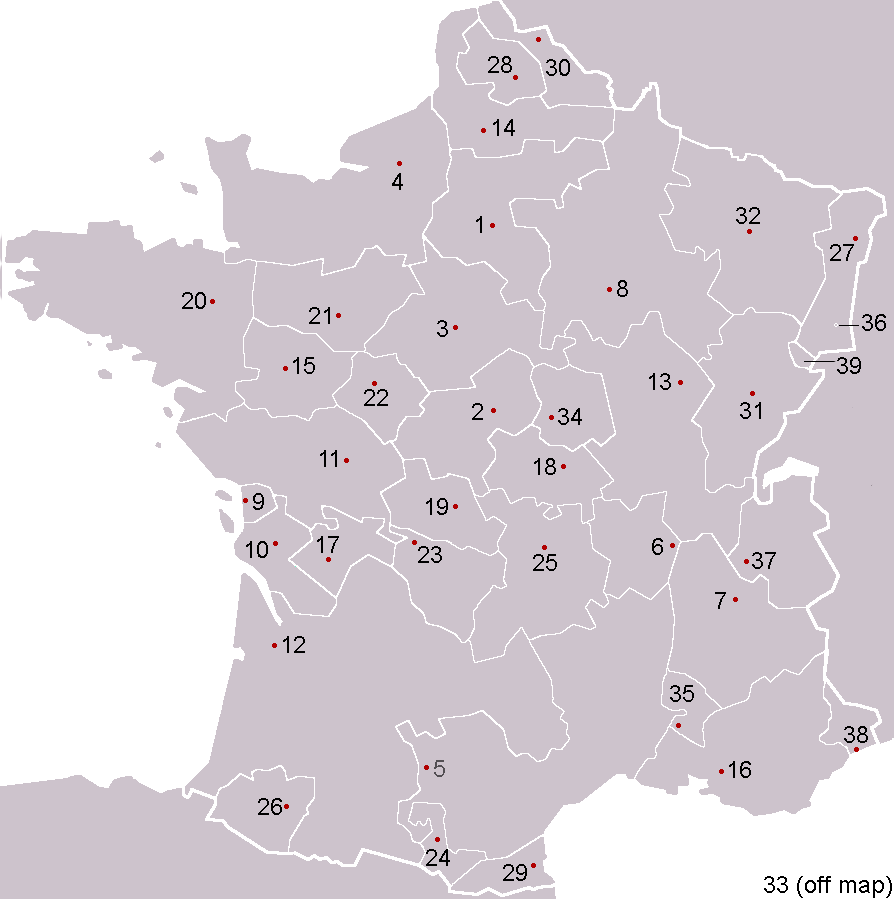
На карте исторических провинций под № 35 изображён Венессен

Лишь в период Великой французской революции в графстве был проведен неофициальный плебисцит и население проголосовало за присоединение к Франции. Декретом Законодательного собрания в 1791 году Конта-Венессен (вместе с Авиньоном) был присоединён к Франции. Ватикан признал этот акт Толентинским договором 1797 года. Великие державы признали переход Авиньона и Венессена под сюзернитет Франции в Люневильским договоре 1801 года.
Графство примечательно тем, что между 1501 и 1791 годами это была единственная французская область, где можно было жить евреям. С раннего Средневековья здесь существовала община т. н. контаденских евреев, говорившая на особом еврейско-провансальском диалекте окситанского языка. Последний носитель его — Арман Люнель — умер в 1977 году.